# August Grötzner
August Grötzner (* 19. Oktober 1867 in Groß Neundorf, Landkreis Neisse; † nach 1932) war ein deutscher Gewerkschafter und Politiker (SPD).

## Leben
Nach dem Besuch der Volksschule erlernte Grötzner das Tischlerhandwerk. Er arbeitete im Anschluss als Landarbeiter, war gewerkschaftlich organisiert und fungierte von 1911 bis 1933 als hauptamtlicher Gauleiter des Landarbeiterverbandes in Breslau.
Grötzner trat in die SPD ein und war von 1905 bis 1911 Vorsitzender der Sozialdemokraten in Neisse. Er kandidierte bei der Reichstagswahl 1920, konnte aber kein Mandat erringen. Von 1920 bis 1933 war er Mitglied des Vorläufigen Reichswirtschaftsrates. 1928 wurde er als Abgeordneter in den Preußischen Landtag gewählt, dem er bis 1932 angehörte.